# Ryšín
Ryšín je vesnice a část městyse Pavlíkov v okrese Rakovník ve Středočeském kraji.

## Historie
První písemná zmínka o vesnici pochází z roku 1387.
V Ryšíně byly v roce 1932 evidovány tyto živnosti a obchody: dva hostince, dva koláři, kovář, řezník, tři mlýny, dva obchody se smíšeným zbožím a trafika.

## Obyvatelstvo
| Rok            | 1869 | 1880 | 1890 | 1900 | 1910 | 1921 | 1930 | 1950 | 1961 | 1970 | 1980 | 1991 | 2001 | 2011 | 2021 |
| -------------- | ---- | ---- | ---- | ---- | ---- | ---- | ---- | ---- | ---- | ---- | ---- | ---- | ---- | ---- | ---- |
| Počet obyvatel | 260  | 217  | 175  | 188  | 176  | 174  | 159  | 157  | 140  | 109  | 92   | 82   | 75   | 75   | 57   |
| Počet domů     | 35   | 32   | 32   | 34   | 33   | 33   | 34   | 44   | 44   | 34   | 29   | 35   | 39   | 40   | 40   |

## Obecní správa
Při sčítání lidu v letech 1850–1960 Ryšín byl samostatnou obcí v okrese Rakovník. Od 12. června 1960 do 31. prosince 1979 byl částí obce Chlum v okrese Rakovník. Od 1. ledna 1980 je částí městyse Pavlíkov v okrese Rakovník. V letech 1850–1950 k obci patřily Nový Dům a Pustověty.